# Мочулище (Ровненская область)
Мочулище (укр. Мочулище) — село, центр Мочулищенского сельского совета Дубровицкого района Ровненской области Украины.
Население по переписи 2001 года составляло 613 человек. Почтовый индекс — 35224. Телефонный код — 3658. Код КОАТУУ — 5621885401.

## Местный совет
34143, Ровненская обл., Дубровицкий р-н, с. Мочулище, ул. Центральная, 26.